# Azpe
Azpe es una localidad española actualmente perteneciente al municipio de Sabiñánigo, en la provincia de Huesca. Pertenece a la comarca del Alto Gállego, en la comunidad autónoma de Aragón.

## Geografía
Azpe se encuentra en la sierra de Aineto, en la comarca natural de la Guarguera. Su núcleo urbano se encuentra dentro del área periférica de protección del parque natural de la Sierra y los Cañones de Guara. La variante del topónimo Aspés sería una «forma autóctona popular en aragonés».
Se accede al lugar de Azpe por medio de una pista que parte de la carretera de la Guarguera a la altura de Lasaosa, o de la carretera de Belsué a Bara a la altura de Nocito.

## Historia
Junto con Abellada formó el municipio de Abellada y Azpe. Dicho municipio contaba en el censo de 1842 con 17 hogares y 126 almas.
Entre 1842 y 1857 el municipio de Abellada y Azpe desapareció al integrarse en el municipio de Bara y Miz. Durante la década de los años 1960 la localidad de Azpe quedó completamente despoblada.

## Demografía

### Localidad
| 31              | 38 | 34 | 38 | 33 | 32 | 9 | - | - | - | - | - | -- |
| (Fuente: IAEST) |    |    |    |    |    |   |   |   |   |   |   |    |

### Municipio
Municipio de Abellada y Azpe
| 126                       | - | - | - | - | - |
| (Fuente: INE [Consultar]) |   |   |   |   |   |